# Satan Was a Lady
Satan Was a Lady és una pel·lícula estatunidenca de 1975 porno dur, produïda i dirigida per Doris Wishman (acreditada com a Kenyon Wintel) i protagonitzada per Bree Anthony, Tony Richards, Annie Sprinkle i Bobby Astyr.

## Argument
Claudia (Bree Anthony) i Victor (Tony Richards) estan compromesos per casar-se. La germana de la Claudia, Terry (Annie Sprinkle), té relacions tant amb Victor com amb Bobby (Bobby Astyr), mentre que Victor manté una altra relació al marge (C. J. Laing). Mentrestant, l'Ada (Sandy Foxx), mare de Terry i madrastra de la Claudia, planeja enganyar la Claudia per la seva herència. Al final, es revela tota la trama, però no sense conseqüències nefastes per a la Clàudia.

## Repartiment
- Bree Anthony (Claudia)
- Tony Richards (Victor, anunciat com Tony Rich)
- Annie Sprinkle (Terry, anunciada com Anny Sands)
- Bobby Astyr (Bobby, anunciat com a Bobby Astyn)
- C.J. Laing (l'amant de Víctor, presentada com a Chris Jackson)
- Sandy Foxx (Ada - la mare de Terry, presentada com a Sandi Foxx)
- Neil Rhodes (detective)

## Producció
A mitjans dels 70, Wishman va dirigir dues pel·lícules pornogràfiques hardcore titulades Satan Was a Lady (1975) i Come With Me, My Love (1976), ambdues amb Annie Sprinkle. Amb el col·lapse de la llei de censura, la demanda per la nuesa a la pel·lícula va augmentar, afectant la direcció cinematogràfica de Wishman. Tot i que era legal filmar sexe explícit, Wishman i molts directors d'explotació ho van considerar desagradable. A Wishman no li agradava treballar en pel·lícules pornogràfiques i més tard a la seva vida va negar haver-les dirigit.